# Gà Bergische Kräher

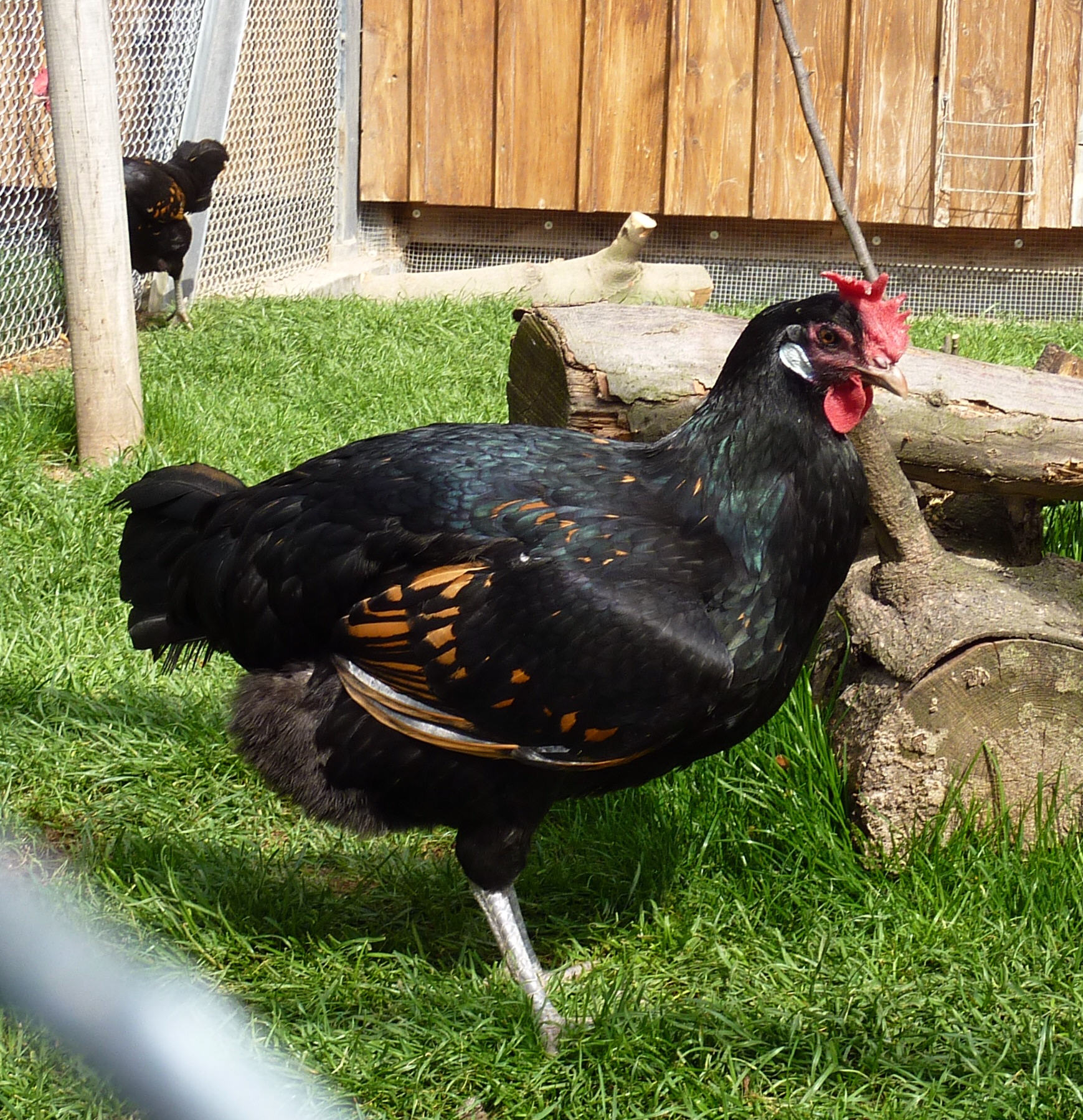
.

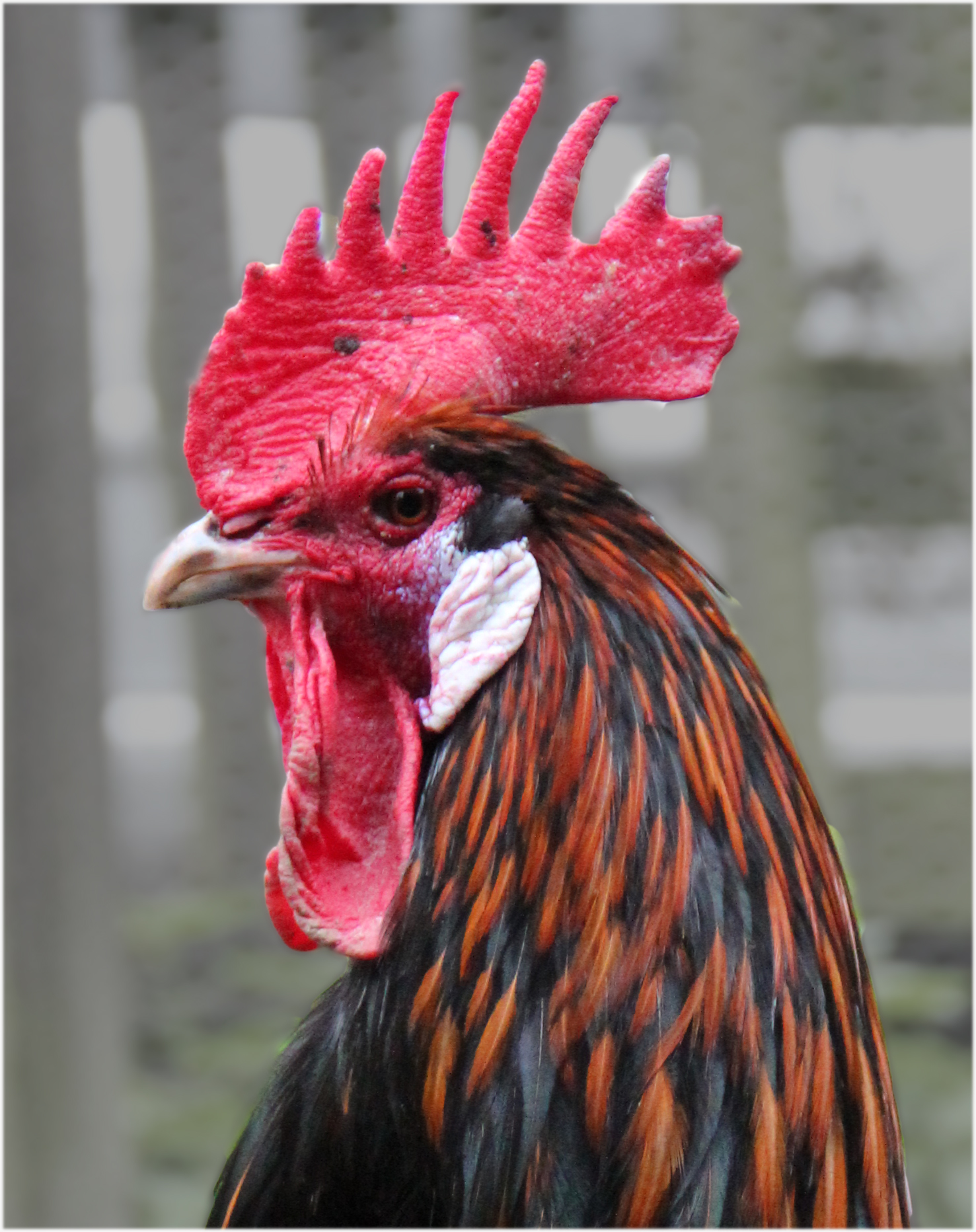

Gà Bergische Kräher là một giống gà nhà của Đức có nguồn gốc từ vùng Bergisches ở bang Bắc Rhine-Westphalia ở miền tây nước Đức. Chúng được đặt tên cho tiếng gáy dài bất thường của nó, dài gấp năm lần so với các giống gà khác và thuộc về nhóm các giống gà gáy dai được tìm thấy từ Đông Nam Âu đến Viễn Đông.

## Lịch sử
Giống gà Bergische Kräher đã được nuôi dưỡng tại vùng Bergisches trong hàng trăm năm trước, và có nhiều huyền thoại về nguồn gốc của nó. Nó có thể được mang đến từ Đông Nam châu Âu hay Trung Đông vào thời điểm Thập tự chinh, và có thể đã được lan truyền qua khu vực bởi các ông Cistercian. Nó liên quan chặt chẽ với Bergische Schlotterkamm. Các cuộc thi được tổ chức cho các giống gia cầm, và chúng được chọn lọc cho khả năng gào thét của chúng.
Một hiệp hội giống, Kräherzüchtervereinigung, được thành lập năm 1884, và là giống gà đầu tiên có từ năm 1885. Ngày nay, Bergische Kräher là một giống hiếm. Vào năm 2001, nó là một "giống có nguy cơ tuyệt chủng của năm" của Gesellschaft zur Erhaltung thay đổi qua und gefährdeter Haustierrassen và được liệt kê trong thể loại I, "cực kỳ nguy cấp", trên Danh sách Rote của tổ chức đó. Trong năm 2009, chỉ có 77 con gà trống và 337 con gà mái đã được ghi nhận, vào năm 2013 tổng số gà là 329. 

## Đặc điểm
Chỉ có một bộ lông màu được công nhận, màu đen có viền vàng. Gà con có màu đen với một số dấu vàng trên cánh và ngực, gà trống có vàng và có đánh dấu trên cánh. Màu đen đa dạng đã tuyệt chủng, những cá thể có màu đen bạc rất hiếm. Giống như Bergische Schlotterkamm, Bergische Kräher cho thấy viền rộng điển hình ("Dobbelung") của lông vũ. Gà trống nặng 3–3,5 kg và gà mái 2–2,5 kg. Chúng có một cái mồng gà duy nhất, dái tai có màu trắng và chân có màu xanh lam. Bergische Kräher là giống gà có mục đích kép (kiêm dụng), có chất lượng thịt gà tốt.
Gà mái đẻ 120–150 quả trứng trắng mỗi năm, nặng tới 50-60g; chúng có ít xu hướng sinh sản. Các cuộc thi gáy gà với Bergische Krähers là một môn thể thao ở vùng đất Bergische trong nhiều thế kỷ. Từ năm 1923, Hiệp hội giống đã tổ chức các cuộc thi đông đúc hàng năm vào ngày Thứ Năm. Trong những điều này-không giống như trong hầu hết các cuộc thi gáy gà truyền thống ở Đức, Hà Lan và Bỉ-con gà được đánh giá về chiều dài và vẻ đẹp của nó, thay vì tần số của nó.